# Belgian Darts Open
Het Belgian Darts Open (in 2020 het Belgian Darts Championship geheten) is een Belgisch dartstoernooi dat onderdeel uitmaakt van de PDC European Tour. Het toernooi werd voor het eerst gehouden in 2020 te Hasselt. Daarvoor werd van 2015 tot en met 2017 in Hasselt wel het European Darts Championship gehouden, maar dat keerde in 2018 terug naar Duitsland.

## Winnaars Belgian Darts Open
| Jaar | Winnaar                                 | Score                                   | Runner-up                               | Prijzengeld                             | Winnaar                                 | Runner-up                               | Locatie                                 | Hoofdsponsor                            | Bron  |
| ---- | --------------------------------------- | --------------------------------------- | --------------------------------------- | --------------------------------------- | --------------------------------------- | --------------------------------------- | --------------------------------------- | --------------------------------------- | ----- |
| 2020 | Gerwyn Price (100.03)                   | 8 – 3                                   | Michael Smith (96.26)                   | £ 140.000                               | £ 25.000                                | £ 10.000                                | Hasselt                                 |                                         | [ 1 ] |
| 2021 | Niet gehouden vanwege de Coronapandemie | Niet gehouden vanwege de Coronapandemie | Niet gehouden vanwege de Coronapandemie | Niet gehouden vanwege de Coronapandemie | Niet gehouden vanwege de Coronapandemie | Niet gehouden vanwege de Coronapandemie | Niet gehouden vanwege de Coronapandemie | Niet gehouden vanwege de Coronapandemie |       |
| 2022 | Dave Chisnall (92.31)                   | 8 – 6                                   | Andrew Gilding (89.69)                  | £ 140.000                               | £ 25.000                                | £ 10.000                                | Wieze                                   | Blåkläder                               | [ 2 ] |
| 2023 | Michael van Gerwen (99.69)              | 8 – 6                                   | Luke Humphries (101.03)                 | £ 175.000                               | £ 30.000                                | £ 12.000                                | Wieze                                   | Blåkläder                               | [ 3 ] |
| 2024 | Luke Littler (103.76)                   | 8 – 7                                   | Rob Cross (108.00)                      | £ 175.000                               | £ 30.000                                | £ 12.000                                | Wieze                                   | Blåkläder                               | [ 4 ] |
| 2025 | Luke Littler (102.87)                   | 8 – 5                                   | Mike De Decker (92.25)                  | £ 175.000                               | £ 30.000                                | £ 12.000                                | Wieze                                   | Lecot                                   | [ 5 ] |

2004 · 2005 · 2006 · 2007 · 2008 · 2009 · 2010 · 2011 · 2012 · 2013 · 2014 · 2015 · 2016 · 2017 · 2018 · 2019 · 2020 · 2021 · 2022 · 2023 · 2024 · 2025
2020 · 2022 · 2023 · 2024 · 2025